# بريل برنارد كرون
بريل برنارد كرون (بالإنجليزية: Burrill Bernard Crohn)‏ (13 يونيو 1884 - 29 يوليو 1983) هو طبيب أمراض الجهاز الهضمي الأمريكي الذي اكتشف مرض يحمل اسمه الآن. على الرغم من أن وصف مرض كرون هو إلى حد بعيد إنجازه الأكثر شهرة، إلى أن كرون ساهم كباحث في فهم العديد من الظروف المعوية.

## حياتة وعملة
حصل كرون على درجة البكالوريوس من كلية مدينة نيويورك في عام 1902. وحصل على درجة طبية من كلية الأطباء والجراحين بجامعة كولومبيا في عام 1907. أصبح كرون أول متدرب في مستشفى ماونت سيناي (مانهاتن) في عام 1907. تمت ترقيته إلى رئيس أمراض الجهاز الهضمي في عام 1920، في العام نفسه انضم إلى موظفي جامعة كولومبيا.
وبالعمل مع زملائه في مستشفى ماونت سيناي، حدد كرون أربعة عشر مريضا كانت أعراضهم وتشوهات الأمعاء المكتشفة في الجراحة تتفق مع بعضهم البعض، لم تتناسب مع أي مرض سبق تحديده. قام كرون، جنبا إلى جنب مع ليون جينزبورغ وجوردون أوبنهايمر بوصف هذا المرض الجديد. تمت قراءة هذه الورقة في اجتماع مهني في مايو 1932 ونشرت في مجلة الجمعية الطبية الأمريكية في أكتوبر 1932. وكان عنوان الورقة المنشورة «الإيليتيس الإقليمي: كيان مرضي وسريري». ساعد عمل كرون في تصحيح التفكير بأن المرض كان في الواقع شكلا من أشكال السل بدلا من مرض التهابي في الجهاز الهضمي. عمل كرون مع الدكتور كينيدي دالزيل من جلاسجو في التهاب الأمعاء الإقليمي قبل عشرين عاما. وكان يفضل كرون دائما المصطلحات الوصفية طبيا «التهاب اللفائفي الإقليمي» و «التهاب الأمعاء الإقليمي» إلى «مرض كرون»، لكنه لم يتمكن من منع الاستيلاء على اسمه لهذا المرض.
ركزت بعض الأبحاث الأولية التي قام بها كرون في أسباب مرض كرون على قناعة شخصية بأنه كان سببه نفس الممرض، وهو بكتيريا تسمى المتفطرة البائية (MAP)، وهي المسؤولة عن الحالة المشابهة التي تصيب الماشية تسمى مرض جوهن. ومع ذلك، لم يكن قادرا على عزل مسببات الأمراض - على الأرجح لأن م. باراتوبركولوسيس لديخا جدارها الخلوي في البشر ويأخذ شكل سفيروبلاست، مما يجعلها غير قابلة للكشف عمليا تحت المجهر الضوئي. وقد ظهرت هذه النظرية في السنوات الأخيرة، وقد أعطيت مصداقية أكثر مع وصول أساليب أكثر تطورا لتحديد بكتيريا (MAP).
أشار كرون إلى أنه قد يكون من الصعب على الأطباء أن يفرقوا العصاب عن أمراض الأعضاء بشكل صحيح. وقال إن جميع الأطباء سيخطئون أحيانا بين أمراض الأعضاء من أجل العصاب أو العكس بالعكس.
بالنسبة لمعظم حياته المهنية الطويلة، كان لدى كرون ممارسة خاصة في مدينة نيويورك وكان مرتبطا بشكل رئيسي ب مستشفى ماونت سيناي (مانهاتن). في هذه المستشفى عمل مع طبيب الأعصاب برنارد ساشس (1858-1944). كما أمضى وقتا في العمل مع جيسي شابيرو، الحاصل على الدكتوراه في الطب، وهو طبيب آخر متورط جدا مع أبحاث كرون. كما تم تشخيص الدكتور شابيرو لمرض كرون، كان لديه الولاء لعلاج هذا المرض. وسرعان ما كانت ممارسة كرون كبيرة جدا وناجحة في أمراض الجهاز الهضمي، حيث تخصص في المرضى الذين يعانون من مرض التهاب الأمعاء، بما في ذلك مرض كرون. انتخب رئيسا للجمعية الأمريكية للجهاز الهضمي في عام 1932. حصل على العديد من الجوائز والمكافآت المهنية، وكتب على نطاق واسع للأطباء وعامة الناس، وطلب التشاور مع المرضى رفيعة المستوى من جميع أنحاء الولايات المتحدة والخارج، بما في ذلك الرئيس دوايت أيزنهاور في عام 1956.
خلال حياته المهنية، كتب كرون ثلاثة كتب، «آثار المعدة» (1927)، فهم القرحة الخاص بك (1943)، والإيليتيس الإقليمي (1947، الطبعة الثانية 1958).كما كتب أكثر من 100 مقالة للمجلات المهنية.
عندما سئل عن سبب دخوله كلية الطب، قال كرون إنه كان يريد مساعدة والده، ثيئودور، الذي عانى من عسر الهضم الشديد.

## حياتة الشخصية
تزوج كرون روز بلومنتال في عام 1948.كانوا متزوجين من قبل القاضي مارتن م. فرانك ذا برونكس نيويورك. كان لديهم ابنة تسمى روث وابن يسمى إدوارد.
بالإضافة إلى ممارسة الطب، كان كرون يحب الرسم ودراسة تاريخ الحرب الأهلية الأمريكية. وكثيرا ما عرضت ألوان كرون المائية في صالات العرض في نيو ميلفورد (كونيتيكت).
مارس كرون الطب حتى وصل لسن الـ 90، وقسم الوقت في سنواته الأخيرة بين الجانب الشرقي العلوي من مانهاتن ودولة بلد في نيو ميلفورد، كونيتيكت.
تم تأسيس مؤسسة البحوث بريل ب. كرون في مستشفى ماونت سيناي (مانهاتن) في عام 1983 بتمويل أولي من روز كرون وبعد ذلك ابنتهما روث كروهن ديكلر.